# Робинсон, Теодор
Те́одор Ро́бинсон (англ. Theodore Robinson; 1852—1896) — американский художник и педагог. Один из первых художников-импрессионистов США в конце 1880-х годов, несколько его работ считаются шедеврами американского импрессионизма.

## Биография
Робинсон родился 3 июня 1852 года в Айрасберге, штат Вермонт. Затем его семья переехала в Эвансвилль, штат Висконсин.

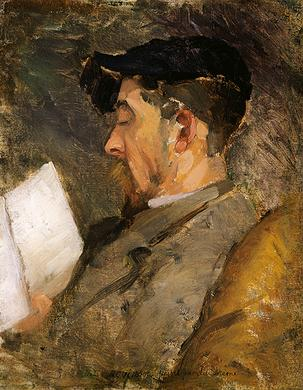
Автопортрет. Ок. 1884—1887

Некоторое время Теодор изучал искусство в Чикаго. В 1874 году он отправился в Нью-Йорк, чтобы продолжить обучение в Национальной академии дизайна и в Art Students League.
В 1876 году Робинсон отправился в Париж для обучения в Школе изящных искусств у Каролюс-Дюрана и Жана-Леона Жерома. Здесь он впервые выставил свои полотна в 1877 году в Парижском салоне и провел лето этого года в Гре-сюр-Луэн. Затем художник совершил поездку в Венецию и Болонью и вернулся в Соединённые Штаты в 1879 году. В 1884 Робинсон снова поехал во Францию, где провел восемь лет, изредка посещая Америку. Жил он в местечке Живерни, где познакомился и впоследствии дружил с Клодом Моне. Здесь, в Живерни, Теодор Робинсон написал ряд своих лучших работ.
В 1892 году Робинсон вернулся в США. Кроме творчества занимался преподаванием — работал в школе Brooklyn Art School, летнее время проводил в деревушке Napanoch под Нью-Йорком. Также преподавал в Evelyn College в Принстоне и Пенсильванской академии изящных искусств в Филадельфии. Проводил время в художественной колонии Кос Коб, штате Коннектикут, где написал ряд работ в риверсайдском яхт-клубе.
В 1895 году Робинсон работал в Вермонте; в феврале 1896 года он писал Клоду Моне, что собирается приехать в Живерни, но умер в Нью-Йорке 2 апреля 1896 года от острого приступа астмы. Был похоронен в городе Эвансвилль, штат Висконсин.
На протяжении всей своей жизни Теодор Робинсон вёл подробные дневники, но сохранились только некоторые из них за последние годы, которые находятся в нью-йоркской библиотеке Frick Art Reference Library. Искусствовед Сона Джонсон из Балтиморского музея искусств планирует издать эти документы.

## Работы
Работы Теодора Робинсона находятся в коллекциях крупнейших музеев, включая Метрополитен-музей в Нью-Йорке, Галерею искусств Коркоран в Вашингтоне, Институт искусств в Чикаго.

Некоторые работы
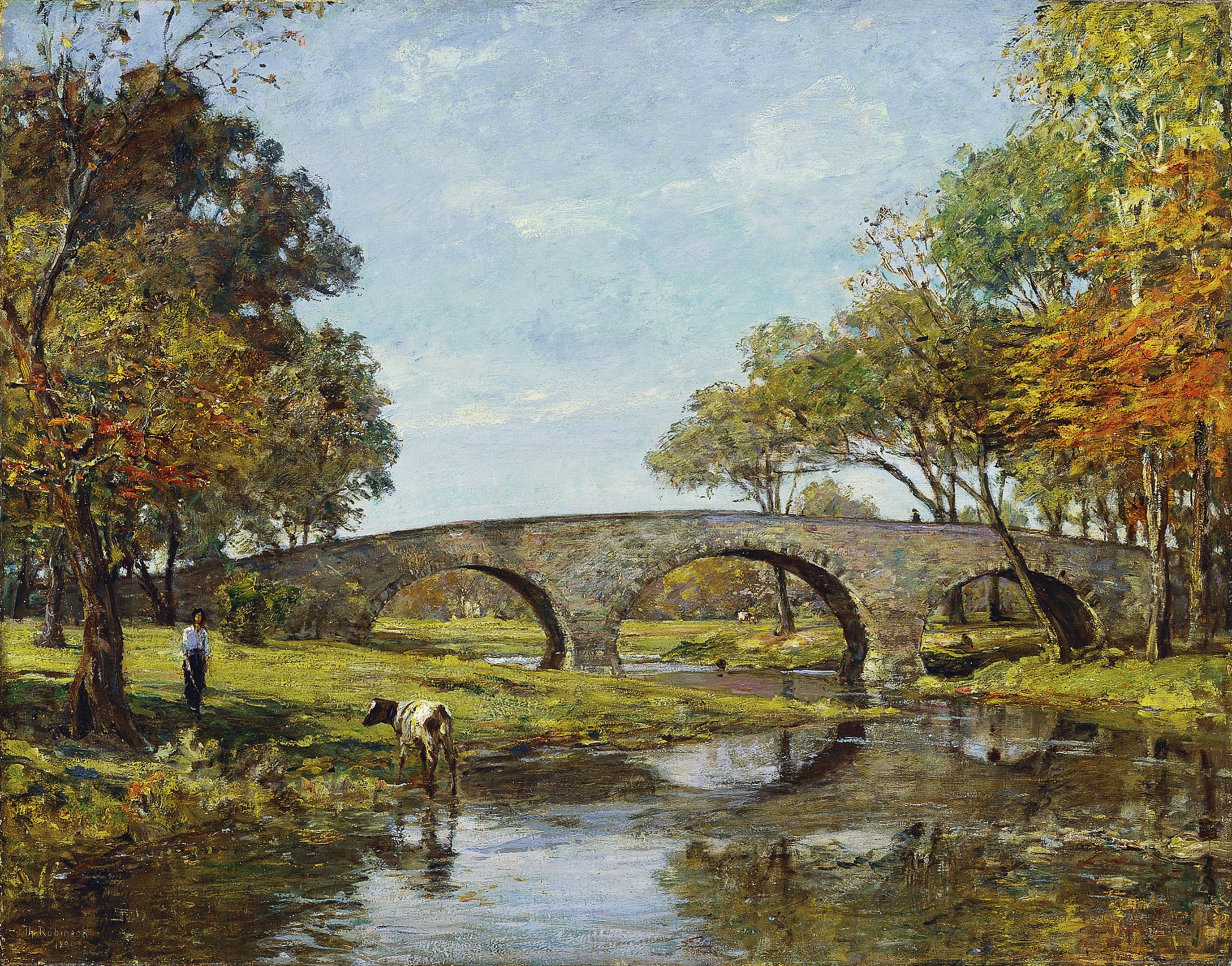
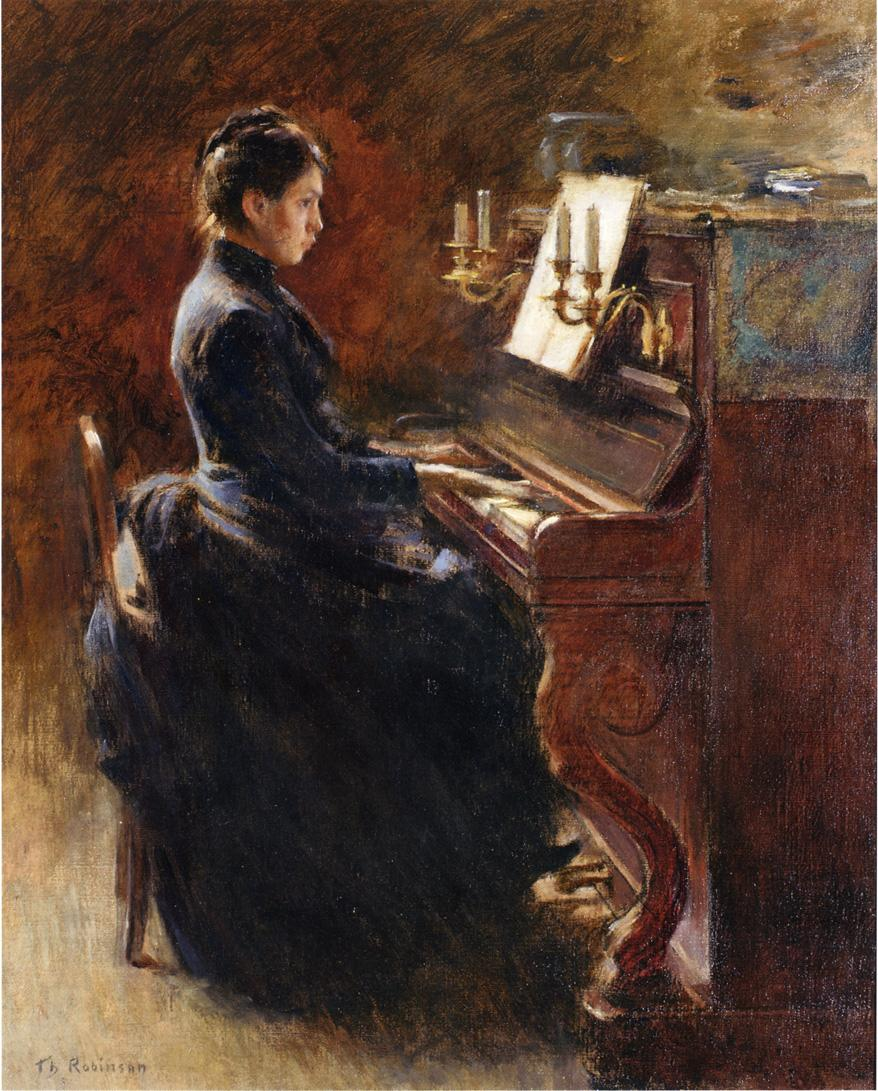
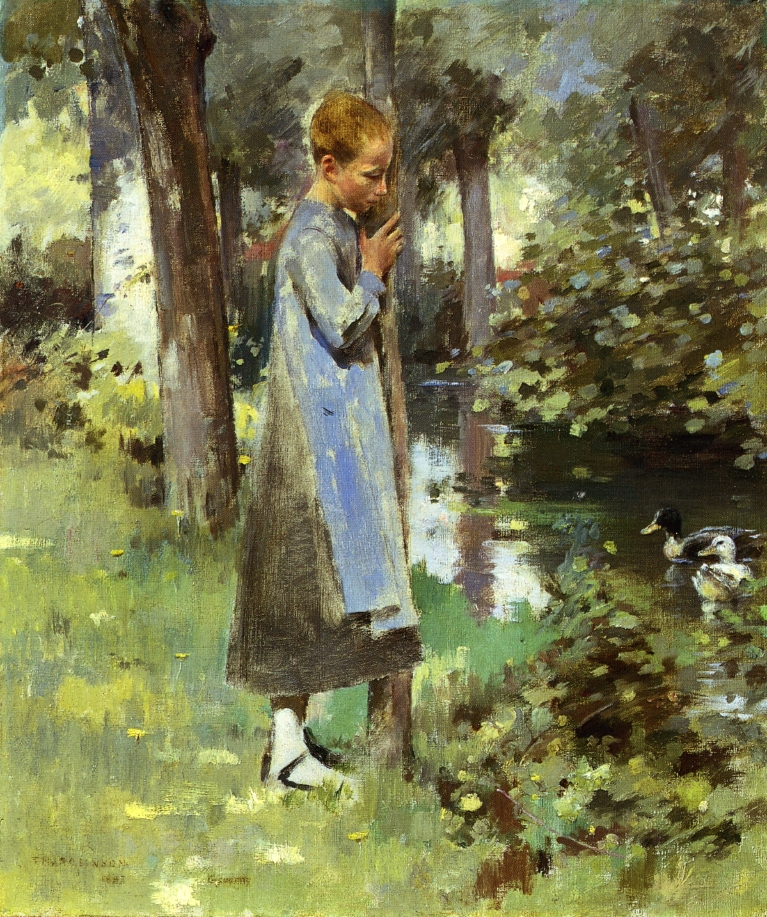
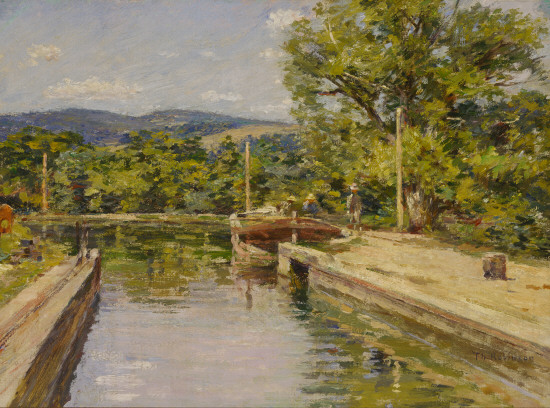